# 자메이카 축구 국가대표팀
자메이카 축구 국가대표팀은 자메이카를 대표하는 축구 국가대표팀으로 자메이카 축구 연맹에서 관리·운영하고 있으며 카리브 축구 연맹 소속팀으로는 아이티, 트리니다드 토바고, 쿠바와 함께 FIFA 월드컵 본선 진출팀 중 하나로 손꼽힌다. '레게 보이즈(The Reggae Boyz)'라는 별명으로 알려져 있는 북중미 축구의 다크호스로 현재 인디펜던스 파크를 홈 구장으로 사용하고 있으며 1925년 3월 9일 아이티와의 A매치 데뷔전에서 2-1로 승리를 거두었다.

## 국제 대회 경력

### FIFA 월드컵
현재까지 자메이카의 월드컵 본선 진출은 1998년 대회가 유일하며 이 대회에서 1승 2패·H조 3위로 조별리그에서 탈락했지만 최종전에서 같은 첫 출전국인 일본을 2-1로 꺾고 1930년 미국, 1938년 쿠바, 1966년 멕시코, 1990년 코스타리카에 이어 월드컵 본선에서 승리를 거둔 5번째 북중미카리브 소속 국가가 되었다.

### CONCACAF 골드컵
골드컵 본선에는 15번 출전하여 2번의 대회(2015년, 2017년)에서 연이어 준우승을 차지하면서 월드컵과 골드컵을 통틀어 역대 메이저 대회 최고 성적을 거두었고 4번의 대회(1993년, 1998년, 2019년, 2023년)에서는 4강에 이름을 올리며 파나마와 함께 북중미카리브의 복병으로 자리를 잡았다.

### CONCACAF 네이션스리그

#### 2019-20년 리그 B
2019-20년 CONCACAF 네이션스리그 예선 8위로 리그 B에 편입된 이후 가이아나, 아루바, 앤티가 바부다와 함께 C조에 편성되어 6경기 5승 1무·조 1위의 압도적인 성적으로 차기 시즌 리그 A 승격 및 통산 14번째 골드컵 본선 진출을 확정지었다.

#### 2022-23년 리그 A
리그 A 승격 후 첫 시즌인 2022-23 시즌에서 멕시코, 수리남과 함께 A조에 편성되어 4경기에서 1승 3무·조 2위에 오르며 통산 15번째 골드컵 본선 진출을 확정지었다.

#### 2023-24년 리그 A
2023-24 시즌에는 수리남, 아이티, 온두라스, 그레나다, 쿠바와 함께 B조에 편성되어 4경기 3승 1무·조 1위로 8강에 진출한 뒤 8강에서 전 시즌 준우승팀인 캐나다를 원정 다득점(3-2)으로 꺾었고 4강에서는 비록 미국에 밀려 결승에는 오르지 못했지만 3위 결정전에서 파나마를 꺾으며 대회 3위의 좋은 성적을 거두었다.

### 카리브컵
카리브컵 본선에는 16번 출전하여 이 중 9번의 대회에서 결승에 올라 6번의 대회에서 우승컵을 들어올렸고 3번의 준우승을 차지했으며 특히 3번째 준우승을 차지한 2017년 대회를 끝으로 카리브컵이 폐지되면서 트리니다드토바고에 이어 2번째로 가장 많은 카리브컵 우승 타이틀을 영원히 보유하게 되었다.

### 팬아메리칸 게임
U-23 대표팀 전적을 포함해 팬아메리칸 게임에는 4번 출전했고 이 가운데 U-23 대표팀으로 출전한 2007년 대회에서 은메달을 목에 걸었다.

### 코파 아메리카
코파 아메리카에는 초청팀 자격으로 2번(2015년, 2016년) 출전했으나 2번의 대회 모두 3전 전패로 조별리그 탈락의 고배를 마셨다. 물론 2015년 대회에서 우루과이, 파라과이, 아르헨티나 등의 강팀들을 상대로 3경기 내내 대등한 경기력을 보여주었지만 골 결정력 부족으로 1골차의 아쉬운 패배를 당했다.

## FIFA 월드컵(본선)
| FIFA 월드컵 본선 기록 | FIFA 월드컵 본선 기록        | FIFA 월드컵 본선 기록        | FIFA 월드컵 본선 기록        | FIFA 월드컵 본선 기록        | FIFA 월드컵 본선 기록        | FIFA 월드컵 본선 기록        | FIFA 월드컵 본선 기록        | FIFA 월드컵 본선 기록        | FIFA 월드컵 본선 기록        |
| 년도                  | 결과                         | 순위                         | 경기                         | 승                           | 무*                          | 패                           | 득점                         | 실점                         | 승점                         |
| --------------------- | ---------------------------- | ---------------------------- | ---------------------------- | ---------------------------- | ---------------------------- | ---------------------------- | ---------------------------- | ---------------------------- | ---------------------------- |
| 1930년                | 독립 이전                    | 독립 이전                    | 독립 이전                    | 독립 이전                    | 독립 이전                    | 독립 이전                    | 독립 이전                    | 독립 이전                    | 독립 이전                    |
| 1934년                | 독립 이전                    | 독립 이전                    | 독립 이전                    | 독립 이전                    | 독립 이전                    | 독립 이전                    | 독립 이전                    | 독립 이전                    | 독립 이전                    |
| 1938년                | 독립 이전                    | 독립 이전                    | 독립 이전                    | 독립 이전                    | 독립 이전                    | 독립 이전                    | 독립 이전                    | 독립 이전                    | 독립 이전                    |
| 1950년                | 독립 이전                    | 독립 이전                    | 독립 이전                    | 독립 이전                    | 독립 이전                    | 독립 이전                    | 독립 이전                    | 독립 이전                    | 독립 이전                    |
| 1954년                | 독립 이전                    | 독립 이전                    | 독립 이전                    | 독립 이전                    | 독립 이전                    | 독립 이전                    | 독립 이전                    | 독립 이전                    | 독립 이전                    |
| 1958년                | 독립 이전                    | 독립 이전                    | 독립 이전                    | 독립 이전                    | 독립 이전                    | 독립 이전                    | 독립 이전                    | 독립 이전                    | 독립 이전                    |
| 1962년                | 독립 이전                    | 독립 이전                    | 독립 이전                    | 독립 이전                    | 독립 이전                    | 독립 이전                    | 독립 이전                    | 독립 이전                    | 독립 이전                    |
| 1966년                | 예선 탈락                    | 예선 탈락                    | 예선 탈락                    | 예선 탈락                    | 예선 탈락                    | 예선 탈락                    | 예선 탈락                    | 예선 탈락                    | 예선 탈락                    |
| 1970년                | 예선 탈락                    | 예선 탈락                    | 예선 탈락                    | 예선 탈락                    | 예선 탈락                    | 예선 탈락                    | 예선 탈락                    | 예선 탈락                    | 예선 탈락                    |
| 1974년                | 기권                         | 기권                         | 기권                         | 기권                         | 기권                         | 기권                         | 기권                         | 기권                         | 기권                         |
| 1978년                | 예선 탈락                    | 예선 탈락                    | 예선 탈락                    | 예선 탈락                    | 예선 탈락                    | 예선 탈락                    | 예선 탈락                    | 예선 탈락                    | 예선 탈락                    |
| 1982년                | 불참                         | 불참                         | 불참                         | 불참                         | 불참                         | 불참                         | 불참                         | 불참                         | 불참                         |
| 1986년                | 기권                         | 기권                         | 기권                         | 기권                         | 기권                         | 기권                         | 기권                         | 기권                         | 기권                         |
| 1990년                | 예선 탈락                    | 예선 탈락                    | 예선 탈락                    | 예선 탈락                    | 예선 탈락                    | 예선 탈락                    | 예선 탈락                    | 예선 탈락                    | 예선 탈락                    |
| 1994년                | 예선 탈락                    | 예선 탈락                    | 예선 탈락                    | 예선 탈락                    | 예선 탈락                    | 예선 탈락                    | 예선 탈락                    | 예선 탈락                    | 예선 탈락                    |
| 1998년                | 조별리그                     | 22위                         | 3                            | 1                            | 0                            | 2                            | 3                            | 9                            | 3                            |
| 2002년                | 예선 탈락                    | 예선 탈락                    | 예선 탈락                    | 예선 탈락                    | 예선 탈락                    | 예선 탈락                    | 예선 탈락                    | 예선 탈락                    | 예선 탈락                    |
| 2006년                | 예선 탈락                    | 예선 탈락                    | 예선 탈락                    | 예선 탈락                    | 예선 탈락                    | 예선 탈락                    | 예선 탈락                    | 예선 탈락                    | 예선 탈락                    |
| 2010년                | 예선 탈락                    | 예선 탈락                    | 예선 탈락                    | 예선 탈락                    | 예선 탈락                    | 예선 탈락                    | 예선 탈락                    | 예선 탈락                    | 예선 탈락                    |
| 2014년                | 예선 탈락                    | 예선 탈락                    | 예선 탈락                    | 예선 탈락                    | 예선 탈락                    | 예선 탈락                    | 예선 탈락                    | 예선 탈락                    | 예선 탈락                    |
| 2018년                | 예선 탈락                    | 예선 탈락                    | 예선 탈락                    | 예선 탈락                    | 예선 탈락                    | 예선 탈락                    | 예선 탈락                    | 예선 탈락                    | 예선 탈락                    |
| 합계                  | 1회 진출(1/21)               | 조별리그(1회)                | 3                            | 1                            | 0                            | 2                            | 3                            | 9                            | 3                            |
| 순위                  | FIFA 월드컵 역대 순위 : 60위 | FIFA 월드컵 역대 순위 : 60위 | FIFA 월드컵 역대 순위 : 60위 | FIFA 월드컵 역대 순위 : 60위 | FIFA 월드컵 역대 순위 : 60위 | FIFA 월드컵 역대 순위 : 60위 | FIFA 월드컵 역대 순위 : 60위 | FIFA 월드컵 역대 순위 : 60위 | FIFA 월드컵 역대 순위 : 60위 |

### FIFA 월드컵(예선)
| 1930년 | 독립 이전                                 | 독립 이전                                 | 독립 이전                                 | 독립 이전                                 | 독립 이전                                 | 독립 이전                                 | 독립 이전                                 |
| 1934년 | 독립 이전                                 | 독립 이전                                 | 독립 이전                                 | 독립 이전                                 | 독립 이전                                 | 독립 이전                                 | 독립 이전                                 |
| 1938년 | 독립 이전                                 | 독립 이전                                 | 독립 이전                                 | 독립 이전                                 | 독립 이전                                 | 독립 이전                                 | 독립 이전                                 |
| 1950년 | 독립 이전                                 | 독립 이전                                 | 독립 이전                                 | 독립 이전                                 | 독립 이전                                 | 독립 이전                                 | 독립 이전                                 |
| 1954년 | 독립 이전                                 | 독립 이전                                 | 독립 이전                                 | 독립 이전                                 | 독립 이전                                 | 독립 이전                                 | 독립 이전                                 |
| 1958년 | 독립 이전                                 | 독립 이전                                 | 독립 이전                                 | 독립 이전                                 | 독립 이전                                 | 독립 이전                                 | 독립 이전                                 |
| 1962년 | 독립 이전                                 | 독립 이전                                 | 독립 이전                                 | 독립 이전                                 | 독립 이전                                 | 독립 이전                                 | 독립 이전                                 |
| 1966년 | 8                                         | 2                                         | 2                                         | 4                                         | 8                                         | 21                                        | 8                                         |
| 1970년 | 4                                         | 0                                         | 0                                         | 4                                         | 2                                         | 11                                        | 0                                         |
| 1974년 | 기권                                      | 기권                                      | 기권                                      | 기권                                      | 기권                                      | 기권                                      | 기권                                      |
| 1978년 | 2                                         | 0                                         | 0                                         | 2                                         | 1                                         | 5                                         | 0                                         |
| 1982년 | 불참                                      | 불참                                      | 불참                                      | 불참                                      | 불참                                      | 불참                                      | 불참                                      |
| 1986년 | 기권                                      | 기권                                      | 기권                                      | 기권                                      | 기권                                      | 기권                                      | 기권                                      |
| 1990년 | 4                                         | 2                                         | 1                                         | 1                                         | 4                                         | 6                                         | 7                                         |
| 1994년 | 10                                        | 4                                         | 3                                         | 3                                         | 12                                        | 12                                        | 15                                        |
| 1998년 | 20                                        | 11                                        | 6                                         | 3                                         | 24                                        | 15                                        | 39                                        |
| 2002년 | 16                                        | 6                                         | 2                                         | 8                                         | 14                                        | 18                                        | 20                                        |
| 2006년 | 8                                         | 2                                         | 5                                         | 1                                         | 11                                        | 6                                         | 11                                        |
| 2010년 | 8                                         | 5                                         | 1                                         | 2                                         | 19                                        | 6                                         | 16                                        |
| 2014년 | 16                                        | 3                                         | 6                                         | 7                                         | 14                                        | 19                                        | 15                                        |
| 2018년 | 8                                         | 2                                         | 1                                         | 5                                         | 6                                         | 13                                        | 7                                         |
| 합계   | 104                                       | 37                                        | 27                                        | 40                                        | 115                                       | 132                                       | 138                                       |
| 순위   | 월드컵 예선 승점 순위 : 65위 (북중미 9위) | 월드컵 예선 승점 순위 : 65위 (북중미 9위) | 월드컵 예선 승점 순위 : 65위 (북중미 9위) | 월드컵 예선 승점 순위 : 65위 (북중미 9위) | 월드컵 예선 승점 순위 : 65위 (북중미 9위) | 월드컵 예선 승점 순위 : 65위 (북중미 9위) | 월드컵 예선 승점 순위 : 65위 (북중미 9위) |

## CONCACAF 골드컵(본선)
| 북중미 골드컵 본선 기록 | 북중미 골드컵 본선 기록            | 북중미 골드컵 본선 기록            | 북중미 골드컵 본선 기록            | 북중미 골드컵 본선 기록            | 북중미 골드컵 본선 기록            | 북중미 골드컵 본선 기록            | 북중미 골드컵 본선 기록            | 북중미 골드컵 본선 기록            | 북중미 골드컵 본선 기록            |
| 년도                    | 결과                               | 순위                               | 경기                               | 승                                 | 무*                                | 패                                 | 득점                               | 실점                               | 승점                               |
| ----------------------- | ---------------------------------- | ---------------------------------- | ---------------------------------- | ---------------------------------- | ---------------------------------- | ---------------------------------- | ---------------------------------- | ---------------------------------- | ---------------------------------- |
| 1963년                  | 조별리그                           | 9위                                | 3                                  | 0                                  | 0                                  | 3                                  | 1                                  | 16                                 | 0                                  |
| 1965년                  | 기권                               | 기권                               | 기권                               | 기권                               | 기권                               | 기권                               | 기권                               | 기권                               | 기권                               |
| 1967년                  | 예선 탈락                          | 예선 탈락                          | 예선 탈락                          | 예선 탈락                          | 예선 탈락                          | 예선 탈락                          | 예선 탈락                          | 예선 탈락                          | 예선 탈락                          |
| 1969년                  | 결선리그                           | 6위                                | 5                                  | 0                                  | 1                                  | 4                                  | 3                                  | 10                                 | 1                                  |
| 1971년                  | 예선 탈락                          | 예선 탈락                          | 예선 탈락                          | 예선 탈락                          | 예선 탈락                          | 예선 탈락                          | 예선 탈락                          | 예선 탈락                          | 예선 탈락                          |
| 1973년                  | 기권                               | 기권                               | 기권                               | 기권                               | 기권                               | 기권                               | 기권                               | 기권                               | 기권                               |
| 1977년                  | 예선 탈락                          | 예선 탈락                          | 예선 탈락                          | 예선 탈락                          | 예선 탈락                          | 예선 탈락                          | 예선 탈락                          | 예선 탈락                          | 예선 탈락                          |
| 1981년                  | 불참                               | 불참                               | 불참                               | 불참                               | 불참                               | 불참                               | 불참                               | 불참                               | 불참                               |
| 1985년                  | 기권                               | 기권                               | 기권                               | 기권                               | 기권                               | 기권                               | 기권                               | 기권                               | 기권                               |
| 1989년                  | 예선 탈락                          | 예선 탈락                          | 예선 탈락                          | 예선 탈락                          | 예선 탈락                          | 예선 탈락                          | 예선 탈락                          | 예선 탈락                          | 예선 탈락                          |
| 1991년                  | 조별리그                           | 8위                                | 3                                  | 0                                  | 0                                  | 3                                  | 3                                  | 12                                 | 0                                  |
| 1993년                  | 4강                                | 3위                                | 5                                  | 1                                  | 2                                  | 2                                  | 6                                  | 10                                 | 5                                  |
| 1996년                  | 예선 탈락                          | 예선 탈락                          | 예선 탈락                          | 예선 탈락                          | 예선 탈락                          | 예선 탈락                          | 예선 탈락                          | 예선 탈락                          | 예선 탈락                          |
| 1998년                  | 4강                                | 4위                                | 5                                  | 2                                  | 1                                  | 2                                  | 5                                  | 4                                  | 7                                  |
| 2000년                  | 조별리그                           | 12위                               | 2                                  | 0                                  | 0                                  | 2                                  | 0                                  | 3                                  | 0                                  |
| 2002년                  | 예선 탈락                          | 예선 탈락                          | 예선 탈락                          | 예선 탈락                          | 예선 탈락                          | 예선 탈락                          | 예선 탈락                          | 예선 탈락                          | 예선 탈락                          |
| 2003년                  | 8강                                | 7위                                | 3                                  | 1                                  | 0                                  | 2                                  | 2                                  | 6                                  | 3                                  |
| 2005년                  | 8강                                | 8위                                | 4                                  | 1                                  | 1                                  | 2                                  | 8                                  | 10                                 | 4                                  |
| 2007년                  | 예선 탈락                          | 예선 탈락                          | 예선 탈락                          | 예선 탈락                          | 예선 탈락                          | 예선 탈락                          | 예선 탈락                          | 예선 탈락                          | 예선 탈락                          |
| 2009년                  | 조별리그                           | 10위                               | 3                                  | 1                                  | 0                                  | 2                                  | 1                                  | 2                                  | 3                                  |
| 2011년                  | 8강                                | 5위                                | 4                                  | 3                                  | 0                                  | 1                                  | 7                                  | 2                                  | 9                                  |
| 2013년                  | 예선 탈락                          | 예선 탈락                          | 예선 탈락                          | 예선 탈락                          | 예선 탈락                          | 예선 탈락                          | 예선 탈락                          | 예선 탈락                          | 예선 탈락                          |
| 2015년                  | 준우승                             | 2위                                | 6                                  | 4                                  | 1                                  | 1                                  | 8                                  | 6                                  | 17                                 |
| 2017년                  | 준우승                             | 2위                                | 6                                  | 3                                  | 2                                  | 1                                  | 7                                  | 4                                  | 11                                 |
| 2019년                  | 4강                                | 4위                                | 5                                  | 2                                  | 2                                  | 1                                  | 6                                  | 6                                  | 8                                  |
| 2021년                  | ?                                  | ?위                                | ?                                  | ?                                  | ?                                  | ?                                  | ?                                  | ?                                  | ?                                  |
| 합계                    | 14회 진출(14/26)                   | 준우승(2회)                        | 54                                 | 18                                 | 10                                 | 26                                 | 57                                 | 91                                 | 64                                 |
| 순위                    | CONCACAF 북중미 골드컵 순위 : 10위 | CONCACAF 북중미 골드컵 순위 : 10위 | CONCACAF 북중미 골드컵 순위 : 10위 | CONCACAF 북중미 골드컵 순위 : 10위 | CONCACAF 북중미 골드컵 순위 : 10위 | CONCACAF 북중미 골드컵 순위 : 10위 | CONCACAF 북중미 골드컵 순위 : 10위 | CONCACAF 북중미 골드컵 순위 : 10위 | CONCACAF 북중미 골드컵 순위 : 10위 |

### CONCACAF 골드컵(예선)
| 북중미 골드컵 예선 기록 | 북중미 골드컵 예선 기록 | 북중미 골드컵 예선 기록 | 북중미 골드컵 예선 기록 | 북중미 골드컵 예선 기록 | 북중미 골드컵 예선 기록 | 북중미 골드컵 예선 기록 | 북중미 골드컵 예선 기록 |
| 년도                    | 경기                    | 승                      | 무*                     | 패                      | 득점                    | 실점                    | 승점                    |
| ----------------------- | ----------------------- | ----------------------- | ----------------------- | ----------------------- | ----------------------- | ----------------------- | ----------------------- |
| 1963년                  | 자동참가(개최국)        | 자동참가(개최국)        | 자동참가(개최국)        | 자동참가(개최국)        | 자동참가(개최국)        | 자동참가(개최국)        | 자동참가(개최국)        |
| 1965년                  | 기권                    | 기권                    | 기권                    | 기권                    | 기권                    | 기권                    | 기권                    |
| 1967년                  | 4                       | 1                       | 2                       | 1                       | 4                       | 4                       | 5                       |
| 1969년                  | 2                       | 1                       | 1                       | 0                       | 3                       | 2                       | 4                       |
| 1971년                  | 2                       | 0                       | 1                       | 1                       | 0                       | 1                       | 1                       |
| 1973년                  | 기권                    | 기권                    | 기권                    | 기권                    | 기권                    | 기권                    | 기권                    |
| 1977년                  | 2                       | 0                       | 0                       | 2                       | 1                       | 5                       | 0                       |
| 1981년                  | 불참                    | 불참                    | 불참                    | 불참                    | 불참                    | 불참                    | 불참                    |
| 1985년                  | 기권                    | 기권                    | 기권                    | 기권                    | 기권                    | 기권                    | 기권                    |
| 1989년                  | 4                       | 2                       | 1                       | 1                       | 4                       | 6                       | 7                       |
| 1991년                  | 4                       | 4                       | 0                       | 0                       | 13                      | 2                       | 12                      |
| 1993년                  | 5                       | 4                       | 1                       | 0                       | 10                      | 1                       | 13                      |
| 1996년                  | 3                       | 2                       | 0                       | 1                       | 4                       | 3                       | 6                       |
| 1998년                  | 7                       | 5                       | 2                       | 0                       | 18                      | 5                       | 17                      |
| 2000년                  | 5                       | 5                       | 0                       | 0                       | 12                      | 4                       | 15                      |
| 2002년                  | 3                       | 2                       | 0                       | 1                       | 4                       | 3                       | 6                       |
| 2003년                  | 6                       | 4                       | 2                       | 0                       | 17                      | 4                       | 14                      |
| 2005년                  | 10                      | 8                       | 2                       | 0                       | 38                      | 5                       | 26                      |
| 2007년                  | 3                       | 2                       | 0                       | 1                       | 7                       | 2                       | 6                       |
| 2009년                  | 5                       | 4                       | 1                       | 0                       | 11                      | 2                       | 13                      |
| 2011년                  | 5                       | 4                       | 1                       | 0                       | 12                      | 3                       | 13                      |
| 2013년                  | 3                       | 0                       | 1                       | 2                       | 1                       | 3                       | 1                       |
| 2015년                  | 4                       | 2                       | 2                       | 0                       | 6                       | 1                       | 8                       |
| 2017년                  | 4                       | 2                       | 1                       | 1                       | 7                       | 5                       | 7                       |
| 2019년                  | 4                       | 3                       | 0                       | 1                       | 12                      | 3                       | 9                       |
| 2021년                  | 6                       | 5                       | 1                       | 0                       | 21                      | 1                       | 16                      |
| 합계                    | 91                      | 60                      | 19                      | 12                      | 205                     | 65                      | 199                     |

## CONMEBOL코파 아메리카
남미 대회이지만 자메이카는 특별 초청팀으로 일부 대회에 참여했다.
| 코파 아메리카 기록 | 코파 아메리카 기록             | 코파 아메리카 기록             | 코파 아메리카 기록             | 코파 아메리카 기록             | 코파 아메리카 기록             | 코파 아메리카 기록             | 코파 아메리카 기록             | 코파 아메리카 기록             | 코파 아메리카 기록             |      |
| 년도               | 결과                           | 순위                           | 경기                           | 승                             | 무*                            | 패                             | 득점                           | 실점                           | 승점                           |      |
| ------------------ | ------------------------------ | ------------------------------ | ------------------------------ | ------------------------------ | ------------------------------ | ------------------------------ | ------------------------------ | ------------------------------ | ------------------------------ | ---- |
| 1993년             | 없음                           | 없음                           | 없음                           | 없음                           | 없음                           | 없음                           | 없음                           | 없음                           | 없음                           | 없음 |
| 1995년             | 없음                           | 없음                           | 없음                           | 없음                           | 없음                           | 없음                           | 없음                           | 없음                           | 없음                           | 없음 |
| 1997년             | 없음                           | 없음                           | 없음                           | 없음                           | 없음                           | 없음                           | 없음                           | 없음                           | 없음                           | 없음 |
| 1999년             | 없음                           | 없음                           | 없음                           | 없음                           | 없음                           | 없음                           | 없음                           | 없음                           | 없음                           | 없음 |
| 2001년             | 없음                           | 없음                           | 없음                           | 없음                           | 없음                           | 없음                           | 없음                           | 없음                           | 없음                           | 없음 |
| 2004년             | 없음                           | 없음                           | 없음                           | 없음                           | 없음                           | 없음                           | 없음                           | 없음                           | 없음                           | 없음 |
| 2007년             | 없음                           | 없음                           | 없음                           | 없음                           | 없음                           | 없음                           | 없음                           | 없음                           | 없음                           | 없음 |
| 2011년             | 없음                           | 없음                           | 없음                           | 없음                           | 없음                           | 없음                           | 없음                           | 없음                           | 없음                           | 없음 |
| 2015년             | 조별리그                       | 12위                           | 3                              | 0                              | 0                              | 3                              | 0                              | 3                              | 0                              |      |
| 2016년             | 조별리그                       | 15위                           | 3                              | 0                              | 0                              | 3                              | 0                              | 6                              | 0                              |      |
| 2024년             | 조별리그                       | 15위                           | 3                              | 0                              | 0                              | 3                              | 1                              | 7                              | 0                              |      |
| 합계               | 3회 출전(초청)                 | 조별예선(3회)                  | 9                              | 0                              | 0                              | 9                              | 1                              | 16                             | 0                              |      |
| 순위               | 코파 아메리카 역대 순위 : 17위 | 코파 아메리카 역대 순위 : 17위 | 코파 아메리카 역대 순위 : 17위 | 코파 아메리카 역대 순위 : 17위 | 코파 아메리카 역대 순위 : 17위 | 코파 아메리카 역대 순위 : 17위 | 코파 아메리카 역대 순위 : 17위 | 코파 아메리카 역대 순위 : 17위 | 코파 아메리카 역대 순위 : 17위 |      |

## 카리브컵
| 카리브컵 기록 | 카리브컵 기록    | 카리브컵 기록 | 카리브컵 기록 | 카리브컵 기록 | 카리브컵 기록 | 카리브컵 기록 | 카리브컵 기록 | 카리브컵 기록 | 카리브컵 기록 |
| 년도          | 결과             | 순위          | 경기          | 승            | 무*           | 패            | 득점          | 실점          | 승점          |
| ------------- | ---------------- | ------------- | ------------- | ------------- | ------------- | ------------- | ------------- | ------------- | ------------- |
| 1989년        | 예선 탈락        | 예선 탈락     | 예선 탈락     | 예선 탈락     | 예선 탈락     | 예선 탈락     | 예선 탈락     | 예선 탈락     | 예선 탈락     |
| 1990년        | 4강 진출         |               | 2             | 0             | 2             | 0             | 0             | 0             | 2             |
| 1991년        | 우승             | 1위           | 4             | 4             | 0             | 0             | 13            | 2             | 12            |
| 1992년        | 준우승           | 2위           | 5             | 3             | 1             | 1             | 5             | 3             | 10            |
| 1993년        | 준우승           | 2위           | 5             | 4             | 1             | 0             | 10            | 1             | 13            |
| 1994년        | 예선 탈락        | 예선 탈락     | 예선 탈락     | 예선 탈락     | 예선 탈락     | 예선 탈락     | 예선 탈락     | 예선 탈락     | 예선 탈락     |
| 1995년        | 조별리그         | 5위           | 3             | 2             | 0             | 1             | 4             | 3             | 6             |
| 1996년        | 조별리그         | 5위           | 3             | 1             | 0             | 2             | 5             | 5             | 3             |
| 1997년        | 4강              | 3위           | 4             | 2             | 2             | 0             | 8             | 3             | 8             |
| 1998년        | 우승             | 1위           | 5             | 5             | 0             | 0             | 12            | 4             | 15            |
| 1999년        | 4강              | 3위           | 4             | 2             | 0             | 2             | 7             | 5             | 6             |
| 2001년        | 조별리그         | 5위           | 3             | 2             | 0             | 1             | 4             | 3             | 6             |
| 2005년        | 우승             | 1위           | 3             | 3             | 0             | 0             | 4             | 1             | 9             |
| 2007년        | 예선 탈락        | 예선 탈락     | 예선 탈락     | 예선 탈락     | 예선 탈락     | 예선 탈락     | 예선 탈락     | 예선 탈락     | 예선 탈락     |
| 2008년        | 우승             | 1위           | 5             | 4             | 1             | 0             | 11            | 2             | 13            |
| 2010년        | 우승             | 1위           | 5             | 4             | 1             | 0             | 12            | 3             | 13            |
| 2012년        | 조별리그         | 8위           | 3             | 0             | 1             | 2             | 1             | 3             | 1             |
| 2014년        | 우승             | 1위           | 4             | 2             | 2             | 0             | 6             | 1             | 8             |
| 2017년        | 준우승           | 2위           | 2             | 0             | 1             | 1             | 2             | 3             | 1             |
| 합계          | 16회 진출(16/19) | 우승(6회)     | 60            | 38            | 12            | 10            | 104           | 42            | 126           |

## 팬아메리칸 게임
| 팬아메리칸 게임 기록 | 팬아메리칸 게임 기록 | 팬아메리칸 게임 기록 | 팬아메리칸 게임 기록 | 팬아메리칸 게임 기록 | 팬아메리칸 게임 기록 | 팬아메리칸 게임 기록 | 팬아메리칸 게임 기록 | 팬아메리칸 게임 기록 | 팬아메리칸 게임 기록 |
| 년도                 | 결과                 | 순위                 | 경기                 | 승                   | 무*                  | 패                   | 득점                 | 실점                 | 승점                 |
| -------------------- | -------------------- | -------------------- | -------------------- | -------------------- | -------------------- | -------------------- | -------------------- | -------------------- | -------------------- |
| 1951년               | 불참                 | 불참                 | 불참                 | 불참                 | 불참                 | 불참                 | 불참                 | 불참                 | 불참                 |
| 1955년               | 불참                 | 불참                 | 불참                 | 불참                 | 불참                 | 불참                 | 불참                 | 불참                 | 불참                 |
| 1959년               | 불참                 | 불참                 | 불참                 | 불참                 | 불참                 | 불참                 | 불참                 | 불참                 | 불참                 |
| 1963년               | 불참                 | 불참                 | 불참                 | 불참                 | 불참                 | 불참                 | 불참                 | 불참                 | 불참                 |
| 1967년               | 불참                 | 불참                 | 불참                 | 불참                 | 불참                 | 불참                 | 불참                 | 불참                 | 불참                 |
| 1971년               | 조별리그             | 11위                 | 3                    | 0                    | 1                    | 2                    | 0                    | 4                    | 1                    |
| 1975년               | 조별리그             | 11위                 | 2                    | 0                    | 1                    | 1                    | 0                    | 6                    | 1                    |
| 1979년               | 진출 실패            | 진출 실패            | 진출 실패            | 진출 실패            | 진출 실패            | 진출 실패            | 진출 실패            | 진출 실패            | 진출 실패            |
| 1983년               | 진출 실패            | 진출 실패            | 진출 실패            | 진출 실패            | 진출 실패            | 진출 실패            | 진출 실패            | 진출 실패            | 진출 실패            |
| 1987년               | 진출 실패            | 진출 실패            | 진출 실패            | 진출 실패            | 진출 실패            | 진출 실패            | 진출 실패            | 진출 실패            | 진출 실패            |
| 1991년               | 진출 실패            | 진출 실패            | 진출 실패            | 진출 실패            | 진출 실패            | 진출 실패            | 진출 실패            | 진출 실패            | 진출 실패            |
| 1995년               | 진출 실패            | 진출 실패            | 진출 실패            | 진출 실패            | 진출 실패            | 진출 실패            | 진출 실패            | 진출 실패            | 진출 실패            |
| 1999년               | 조별리그             | 5위                  | 4                    | 2                    | 0                    | 2                    | 6                    | 4                    | 6                    |
| 2003년               | 진출 실패            | 진출 실패            | 진출 실패            | 진출 실패            | 진출 실패            | 진출 실패            | 진출 실패            | 진출 실패            | 진출 실패            |
| 2007년               | 은메달               | 준우승               | 5                    | 3                    | 1                    | 1                    | 8                    | 2                    | 10                   |
| 2011년               | 진출 실패            | 진출 실패            | 진출 실패            | 진출 실패            | 진출 실패            | 진출 실패            | 진출 실패            | 진출 실패            | 진출 실패            |
| 2015년               | 진출 실패            | 진출 실패            | 진출 실패            | 진출 실패            | 진출 실패            | 진출 실패            | 진출 실패            | 진출 실패            | 진출 실패            |
| 합계                 | 4회 진출(4/17)       | 은메달(1회)          | 14                   | 5                    | 3                    | 6                    | 14                   | 16                   | 18                   |

## 주요 선수
- 제본 왓슨
- 에이드리언 마리아파
- 데이미언 로
- 앤드리 블레이크
- 마이클 헥터
- 대니얼 존슨
- 바비 디코도바-리드
- 샤마 니컬슨
- 코리 버크
- 이선 피노크
- 김고은

## 역대 감독
| 감독                | 임기        |
| ------------------- | ----------- |
| 세바스치앙 라자로니 | 2000        |
| 세바스치앙 라자로니 | 2004 ~ 2005 |
| 보라 밀루티노비치   | 2006 ~ 2007 |
| 스티브 매클래런     | 2024 ~      |